# Kuzmica
Kuzmica je naselje u Republici Hrvatskoj u Požeško-slavonskoj županiji, u sastavu grada Pleternice.

## Položaj
Kuzmica je danas, kao i u prošlosti, povezana u jednu cjelinu, sa Srednjim Selom   i Viškovcima. Ova sela su smještena duž ceste Pleternica – Požega, između  Orljave i  Požeške doline. 

## Povijest
Kuzmica se ranije nazivala Orljavica, no početkog 20-tog stoljeća mijenja ime. Od starosjedilaca, ovdje su se održale obitelji: Mesarić, Bilmez, Alavanić, Blažević, Puljašić, Ivanlić i Gušterić. Kuzmica je 1769. imala samo 47 stanovnika, a 1900. godine 120, a danas ima 369 stanovnika.
U Kuzmici se nalazi i nekada prekrasni dvorac plemića Kuševića, koji čeka svoju obnovu. Električna centrala, nekada od važnosti za cijelu Požešku kotlinu, danas treba postati Tehnološki muzej.

## Stanovništvo
Značajni dio stanovništva doselio se iz Like i  Bosne i Hercegovine.
| broj stanovnika | 57    | 84    | 94    | 127   | 124   | 149   | 163   | 165   | 173   | 175   | 267   | 526   | 566   | 533   | 525   | 454   | 369   |
|                 | 1857. | 1869. | 1880. | 1890. | 1900. | 1910. | 1921. | 1931. | 1948. | 1953. | 1961. | 1971. | 1981. | 1991. | 2001. | 2011. | 2021. |

## Udruge
- Građanska inicijativa Kuzmica

## Znamenitosti
- Kurija Kušević

## Šport
- NK Kuzmica

## Vanjske poveznice
- Kuzmica Online
- Građanska inicijativa Kuzmica  Arhivirana inačica izvorne stranice od 6. studenoga 2012. (Wayback Machine)